# Antonio Ricardos
Antonio Ramón Ricardos y Carrillo de Albornoz (Barbastre, 1727 - Madrid 1794) va ser un militar espanyol, pertanyent al grup d'Aranda (partit aragonès), capità general de Catalunya i admirador dels enciclopedistes.
Fill de militar, va sobresortir precoçment com oficial de cavalleria  al Regiment de Cavalleria de Malta que comandava el seu pare, i del que com a noble, va ser capità ja entrat a l'adolescència.
Durant la Guerra de Successió Austríaca va prendre part en les batalles de Piacenza i el riu Tedone, destacant fins al punt de succeir al seu pare en el comandament del regiment, amb setze anys.
Va combatre en la Guerra dels Set Anys, participant en la invasió del nord de Portugal, assolint el grau de general, i després es va dedicar a estudiar l'organització militar prussiana, que li va valer ser enviat per Carles III a reorganitzar el dispositiu militar de Nova Espanya.
En 1768 va ser membre de la comissió per a establiment dels límits exactes entre Espanya i França, i va aconseguir per a ell una Encomana de Santiago. Cofundador de la Reial Societat Econòmica de Madrid, arribat a tinent general i inspector de Cavalleria, va crear el Col·legi Militar d'Ocaña, on va introduir nous mètodes de formació moderna per a l'oficialitat de l'Arma. La Inquisició no el va parar d´assetjar i va haver de deixar-ho, rebent una modesta destinació al capdavant de l'exèrcit a Guipúscoa.
Quan el Regne d'Espanya va declarar la guerra a la República Francesa, després de l'execució de Lluís XVI, Godoy es va assessorar d'ell i Carles IV el va promoure el 1793 a Capità General de Catalunya, amb competències de governador del Principat, en la condició del qual va prendre el comandament de l'exèrcit per a envair el Rosselló durant la Guerra Gran. Entre abril i setembre va prendre Arles i la vall del riu Tec vencent, per les seves condicions d'estrateg i tàctic, en la batalla del Mas Deu i en la batalla de Trullars, i conquistant en l'alt de Panissars el castell de la Bellaguarda. El seu rival, el general  Dagobert, no va poder amb ell, tot i que els espanyols van haver de retirar-se amb 20.000 homes i 106 peces artilleria. Sense mitjans per a continuar una campanya que va arribar ressonància europea, torna a Madrid, per a exigir suport a Godoy. Estant en la gestió, mor en 1794. Des d'aquest moment la guerra al Pirineu oriental comença a canviar de rumb per les armes espanyoles, mancades d'un cap que pogués suplir les virtuts humanes i professionals de Ricardos.
Va ser condecorat amb la Gran Creu de l'Orde de Carles III, la més alta distinció de la monarquia, la seva mort va suposar per a la seva vídua el títol de comtessa de Trullars.